# El Estado
El Estado cultural y nación  (en idioma alemán: Der Staat) es un libro del sociólogo alemán Franz Oppenheimer publicado por primera vez en Alemania en 1908. Oppenheimer escribió el libro en Fráncfort del Meno durante 1907, como un fragmento de los cuatro volúmenes del Sistema de Sociología, un marco interpretativo destinado a la comprensión de la evolución social en el que trabajó a partir de la década de 1890 hasta el final de su vida. La labor de Oppenheimer se resume en una teoría general sobre el origen, desarrollo futuro y transformación del Estado. 
El Estado, al que Oppenheimer impregna celo misionero, fue ampliamente leído y discutido apasionadamente en los inicios del siglo XX. Fue bien recibido por -e influyente- en audiencias tan diversas como los halutzim israelíes, comunitarios americanos y eslavos, el canciller alemán-occidental Ludwig Erhard. Los puntos de vista de Oppenheimer llevaron al ensayista estadounidense de la primera mitad del siglo XX, Albert Jay Nock, a la observación de que, «Dondequiera el Estado se encuentre, sorprendente en su historia en cualquier punto, uno no ve ninguna forma de diferenciar las actividades de sus 
fundadores, administradores y beneficiarios de los de una clase de criminales profesionales». El libro formó parte determinante en el desarrollo del anarcocapitalismo.

## Argumento
Un liberal clásico y simpatizante socialista, Oppenheimer consideró el capitalismo como «un sistema de explotación y los ingresos de capital como las ganancias de esa explotación», pero colocaba la culpa no realmente en el mercado libre, sino en la intervención del Estado. 

Me refiero a él [el Estado] como la suma de privilegios y posiciones dominantes que se señalan en el poder extra-económico ... Me refiero a la Sociedad, como la totalidad de conceptos de todas las relaciones puramente naturales y las instituciones entre persona y persona ...
El Estado

El punto de vista de Oppenheimer sobre el Estado es profundamente opuesto a la entonces dominante caracterización propuesta por Hegel del Estado como un logro admirable de la civilización moderna. Los partidarios de este punto de vista tienden a aceptar el contrato social que el Estado supuestamente produjo cuando todos los grandes grupos de personas acordaron subordinar los intereses privados para el bien común. En contraste, la teoría de Oppenheimer fue un avance de la teoría de la conquista desarrollada durante finales del siglo XIX por Ludwig Gumplowicz.
Según la teoría de la conquista, al Estado se llega a través de la guerra y la conquista, una 
consecuencia de las cuales es el establecimiento de las clases sociales; los vencedores dominantes y los conquistados subordinados. Esto, a su vez, conduce a la aparición de un sistema político para consolidar el poder de los conquistadores, y para perpetuar y regular las divisiones de clase.[cita requerida]

### Medios económicos vs. medios políticos
En su ya clásica obra, Franz Oppenheimer clasifica, sobre la base de la teoría expuesta, las formas de obtener un ingreso de los demás de forma pacífica como "los medios económicos" y a las formas coactivas como "los medios políticos". Las formas pacíficas involucrarían el uso de: 
1. El propio cuerpo
2. Los recursos apropiados originalmente por uno
3. Bienes resultantes de la producción
4. Bienes resultantes del intercambio o regalo

En este sentido, las acciones de carácter productivo pueden ser orientadas al autoconsumo u orientadas al intercambio.[cita requerida] Los intercambios entre personas y organizaciones serían generadoras de bienestar, puesto que para que ocurra un intercambio pacífico, ambas partes deben valorar más lo que será obtenido que lo que entregan a cambio, es decir, ambas partes esperan resultar mejor que si no hubiesen intercambiado dichos bienes (y generalmente se informan antes de realizar la transacción). Es por eso que los intercambios de tipo voluntario son por naturaleza relaciones ganar-ganar.[cita requerida]
Pero también podemos encontrar una lista elemental de formas violentas de generarse un ingreso a expensas de otro. Estas formas coercitivas incluyen, pero no están limitadas, a:[cita requerida]
1. La esclavitud
2. La servidumbre y sus variantes contemporáneas
3. El robo
4. La estafa
5. La conquista y otras formas políticas

Lo que caracteriza a este tipo de relaciones es que una parte se beneficia a expensas de la otra. Por tanto, se trata de relaciones de naturaleza ganar-perder (suma cero).[cita requerida]
Oppenheimer llega a la conclusión de que el Estado es el «aparato de los medios políticos». Es decir, el aparato que usan para vivir a expensas de los productivos y pacíficos, los improductivos y disimuladamente violentos.[cita requerida]